# Sheshegwaning
Sheshegwaning (Sheshegwaning First Nation), jedna od Chippewa bandi na zapadu otoka Manitoulin u kanadskoj provinciji Ontario. Populacija na rezervatu Sheshegwaning 20 iznosi 88 (2001), 107 (2006). U Sheshegwaningu se nalaze 42 domaćinstva, policija, škola, zdravstvena stanica (podignuta 1998) i administrativni ured bande.

## Vanjsske poveznice
- Sheshegwaning First Nation